# Oreillon (oiseau)
Pour les articles homonymes, voir Oreillon.
L'oreillon est la zone située autour de l'orifice auriculaire des oiseaux. Le terme désigne également le bourrelet charnu situé entre la nuque et les barbillons, en dessous de l'orifice auriculaire, de plusieurs espèces du genre Gallus.

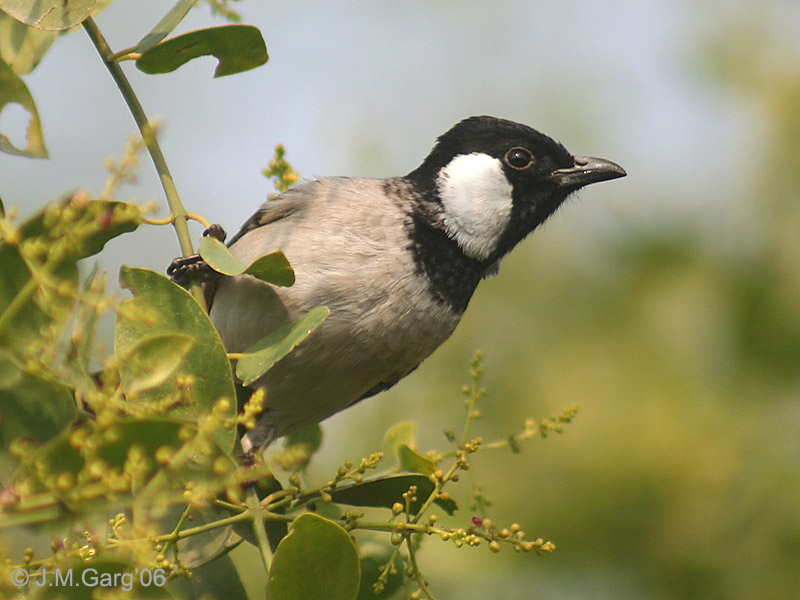
Bulbul à oreillons blancs